# Charing
Charing is een civil parish in het bestuurlijke gebied Ashford, in het Engelse graafschap Kent met 2766 inwoners.